# 7. група хемијских елемената
| Група   | 7      |
| Периода |        |
| 4       | 25 Mn  |
| 5       | 43 Tc  |
| 6       | 75 Re  |
| 7       | 107 Bh |
|         |        |

7. група хемијских елемената је једна од 18 група у периодном систему елемената. У овој групи се налазе:
- манган
- техницијум
- ренијум
- боријум

Сва четири елемента ове групе су прелазни метали. Манган, техницијум и ренијум се јављају у природи, а боријум је вештачки добијен. Атомске масе ових елемената крећу се између 54,94 и 264,1.
Ова група носи назив и VIIB група хемијских елемената